# Un couteau dans le cœur
Pour plus de détails, voir Fiche technique et Distribution.
Un couteau dans le cœur est un film à suspense français-mexicain coécrit et réalisé par Yann Gonzalez, sorti en 2018.

## Synopsis
À Paris, à la fin des années 1970, Anne Parèze est une productrice de films pornographiques homosexuels. Mais pour retrouver les faveurs de sa compagne de 10 ans sa cadette et monteuse Loïs, Anne va décider de changer de registre en se lançant dans le financement d'un film beaucoup plus ambitieux qui sera réalisé par son ami de longue date, le flamboyant Archibald. Ses projets sont cependant perturbés par un tueur en série masqué qui s'attaque tout d'abord au jeune Karl, un acteur qui a beaucoup tourné pour Anne avant de s'en prendre à la plupart des protagonistes du film. Anne est alors entraînée dans une étrange enquête qui va bouleverser sa vie.

## Fiche technique
Sauf indication contraire, les informations mentionnées dans cette section peuvent être confirmées par la base de données cinématographiques IMDb,  présente dans la section « Liens externes ».
- Titre original : Un couteau dans le cœur
- Titre international : Knife + Heart
- Réalisation : Yann Gonzalez
- Scénario : Yann Gonzalez et Cristiano Mangione
- Conseiller historique : Hervé Joseph Lebrun
- Décors : Sidney Dubois
- Costumes : Pauline Jacquard
- Photographie : Simon Beaufils
- Son : Damien Boitel, Xavier Thieulin et Jean-Barthélémy Velay
- Montage : Raphaël Lefèvre
- Musique : M83 et Nicolas Fromageau
- Production : Charles Gillibert
- Sociétés de production : CG Cinéma ; Radio Télévision Suisse, Arte France Cinéma et Le Fresnoy (coproductions) ; SOFICA Cofinova 14 (en association avec)
- Société de distribution : Memento Films Distribution (France)
- Pays de production :  France,  Suisse,  Mexique
- Langue originale : français
- Genre : Thriller et horreur
- Durée : 102 minutes
- Dates de sortie :
  - France : 17 mai 2018 (Festival de Cannes - sélection officielle et en lice pour la Queer Palm)
  - France : 27 juin 2018 (sortie nationale)
- Interdit aux moins de 12 ans avec avertissement lors de sa sortie en salles
- Budget : 3 400 000 €[1]

## Distribution
- Vanessa Paradis : Anne Parèze
- Nicolas Maury : Archibald
- Kate Moran : Loïs
- Jonathan Genet : Guy
- Khaled Alouach : Nans / Fouad
- Bastien Waultier : Karl
- Thibault Servière : Misia
- Pierre Emö : Valentin
- Félix Maritaud : Thierry
- Bertrand Mandico : François Tabou
- Jules Ritmanic : Rabah
- Pierre Pirol : Bouche d'Or
- Noé Hernández (en) : José
- Dourane Fall : Fabio
- Romane Bohringer : Cathy
- Elina Lowensöhn : la mère de Guy
- Renan Prévot : Guy adolescent
- Yann Collette : l’inspecteur Morcini
- Jacques Nolot : Monsieur Vannier
- Ingrid Bourgoin : La barmaid du bar lesbien
- Florence Giorgetti : la taulière Dark Room
- Rémi Lauby : Patou
- Naëlle Dariya : Farida
- Simon Thiébaut : Dominique
- Jeremy Flaum : Otage
- Salim Torki : Moktar
- Julie Brémond : la jeune prostituée
- Bertrand de Roffignac : Lacotte
- Thomas Ducasse : Pierre
- Christophe Bier : Le cinéphile
- Jeremy Benkemoun : L'acteur au slip jaune
- Mathis Porcel : Punk au sauna

## Production
- L'idée du film est né quand Yann Gonzalez lut le Dictionnaire des films français pornographiques & érotiques de Christophe Bier, après le tournage de Les Rencontres d'après minuit[2].
- En décembre 2015, Vanessa Paradis est annoncée dans le rôle principal[3]. Son personnage Anne est inspiré de la réalisatrice Anne-Marie Tensi, qui était réellement amoureuse de sa monteuse, Loïs Koenigswerther[4],[5],[6],[2]. Le personnage de Bertrand Mandico, François Tabou, est un clin d'oeil au caméraman de porno gay François About[6].
- Produit par Charles Gillibert pour CG Cinéma, Un couteau dans le cœur a été coproduit par Arte France Cinéma, Piano (Mexique) et Garidi Films (Suisse).
- C'est dans le cadre de cette coproduction franco-suisso-mexicaine que l'acteur mexicain Noé Hernández (en) est engagé, acteur que Yann Gonzalez avait adoré dans le film Tenemos la carne[6].
- Yann Gonzalez voulait les actrices Romane Bohringer, grâce à sa participation au film Les Nuits fauves, et Ingrid Bourgoin, actrice dans Simone Barbès ou la Vertu, deux films participant au cinéma français LGBT[6]. La chorégraphe Ari de B a participé au tournage du film, avec ses danseurs[6].
- Plusieurs scènes ont été réalisées dans l'agglomération de Tours au mois de juin 2017. Le tournage s'est ensuite poursuivi en région parisienne[7].

## Accueil
Ce film a été vu par 48 425 spectateurs en salles françaises (JP's Box Office-09.2021)[source insuffisante].

## Distinctions

### Sélection
- Brooklyn Horror Film Festival 2018 : Best Actress Vanessa Paradis[8]
- Festival de Cannes 2018 : sélection officielle
  - Queer Palm
  - Cannes soundtrack